# Astragalus aegacanthoides
Astragalus aegacanthoides es una  especie de planta herbácea perteneciente a la familia de las leguminosas. Es originaria de Asia
Es una planta herbácea perennifolia originaria de Asia donde se distribuye por la India en Uttar Pradesh.

## Taxonomía
Astragalus aegacanthoides fue descrita por  Richard Neville Parker y publicado en Indian Forester 49: 78. 1923.
Etimología
Astragalus: nombre genérico derivado del griego clásico άστράγαλος y luego del Latín astrăgălus aplicado ya en la antigüedad, entre otras cosas, a algunas plantas de la familia Fabaceae, debido a la forma cúbica de sus semillas parecidas a un hueso del pie.
aegacanthoides: epíteto